# Physocyclus validus
Physocyclus validus là một loài nhện trong họ Pholcidae. Loài này được phát hiện ở México.